# Maria Königin (Fall)

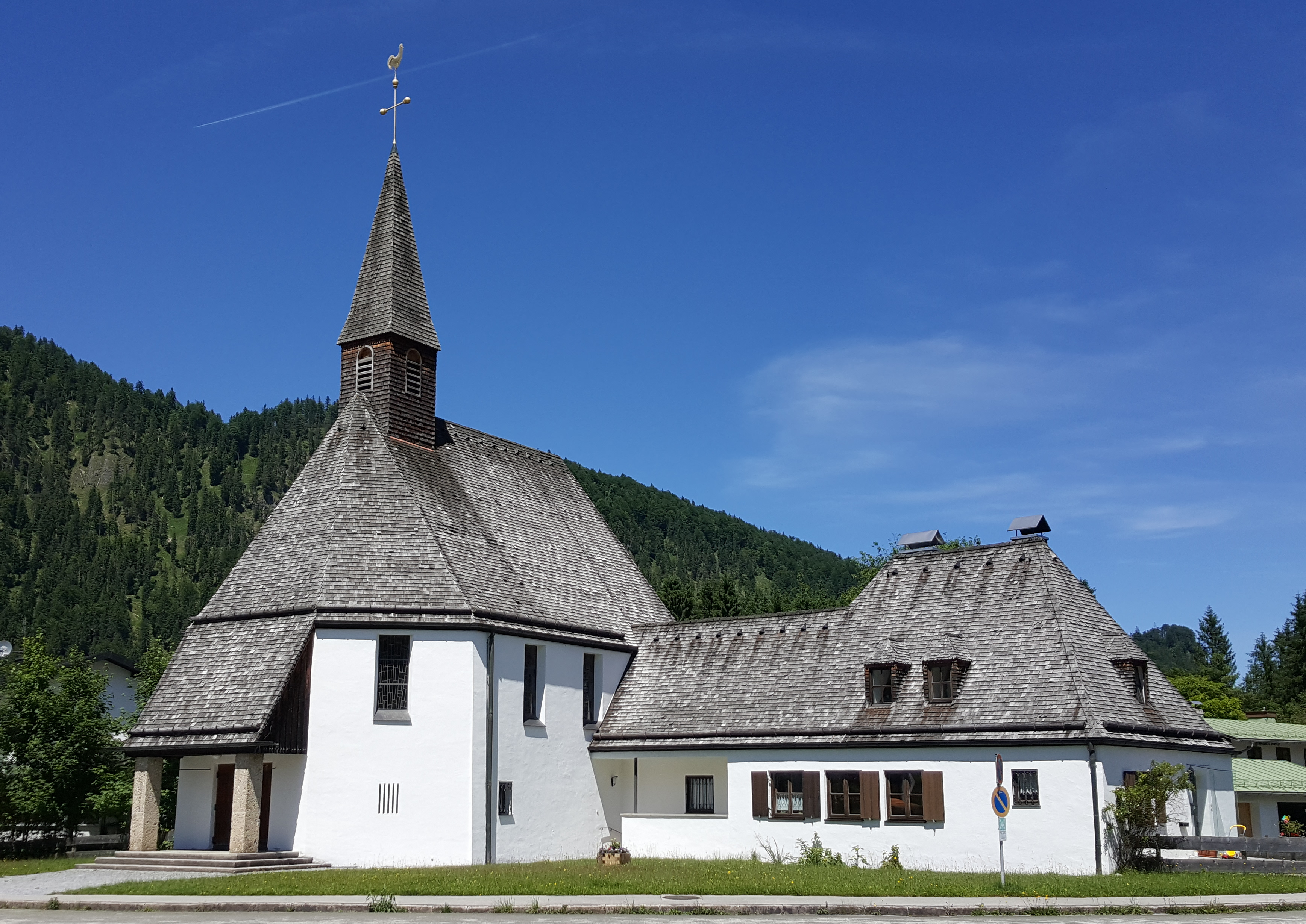
Maria Königin von Südwesten, rechts das Mesnerhaus

Die römisch-katholische Filialkirche Maria Königin steht im Lenggrieser Ortsteil Fall im oberbayerischen Landkreis Bad Tölz-Wolfratshausen. Das denkmalgeschützte Gotteshaus liegt als Teil der Pfarrei St. Jakob Lenggries im Dekanat Bad Tölz des Erzbistums München und Freising. Die Adresse lautet Ludwig-Ganghofer-Straße 2.

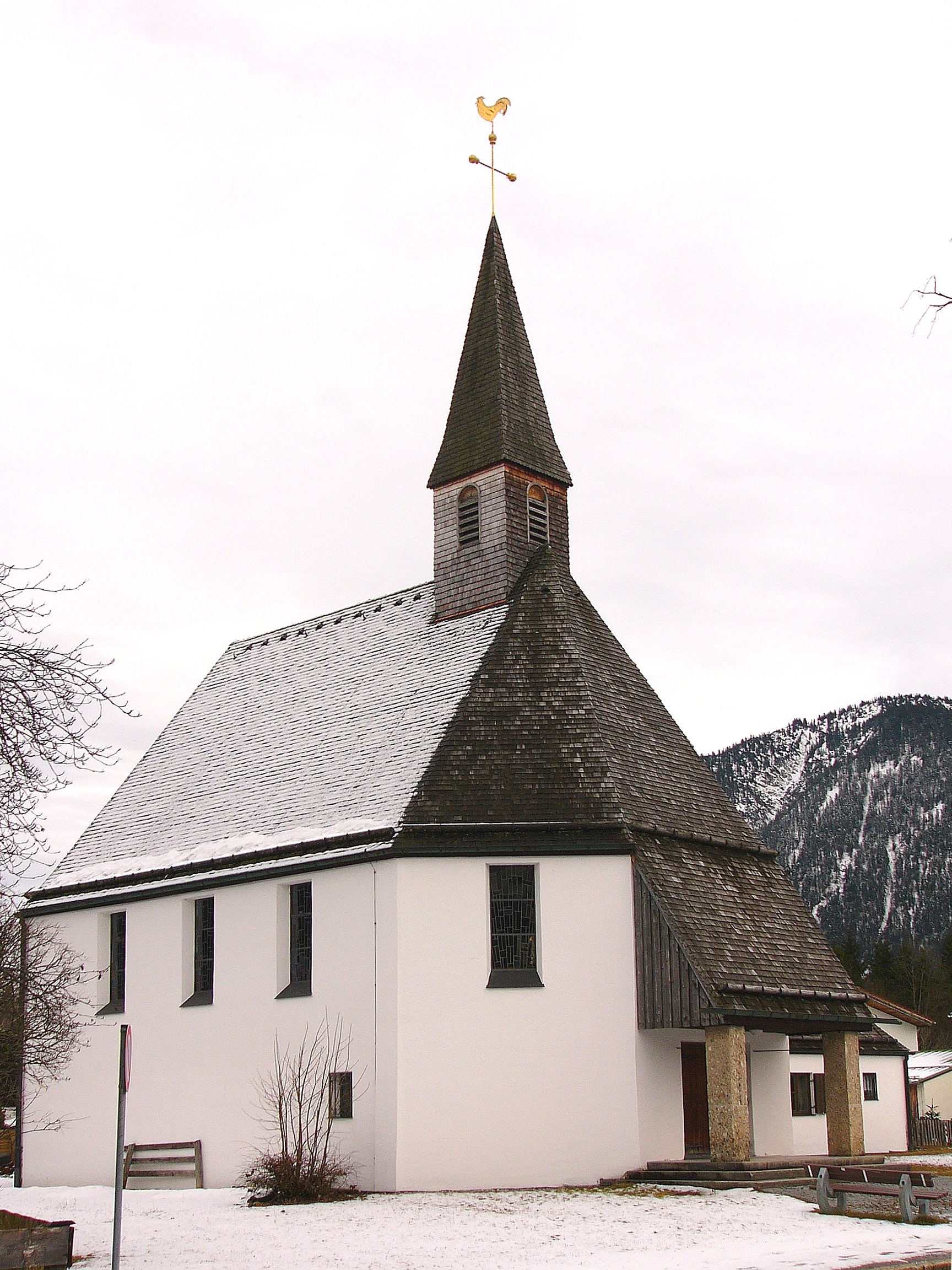
Maria Königin im Winter 2014 von Westen

## Geschichte und Beschreibung

Innenansicht

Die Kirche wurde 1958 als Ersatz für die abgetragene Kapelle von Alt-Fall errichtet als dieser Weiler umgesiedelt wurde, da er dem Sylvensteinspeicher weichen mussten. Architekt war Paul Kranendick.
Die nachkriegsmoderne oktogonale Saalkirche besitzt ein mit Scharschindeln gedecktes Walmdach. Im Westen befindet sich der Spitzhelm-Dachreiter, der drei kleine Glocken enthält, von denen die kleinste noch aus der alten Faller Kapelle stammt. Südlich an das Kirchengebäude schließt sich das Mesnerhaus an.
Der historische Teil der Ausstattung stammt noch aus der alten Faller Kapelle. Die barocke Figur der Maria Königin steht – wie es auch in der alten Kapelle der Fall war – zentral im Altar. Sie stammt ursprünglich aus dem Kloster Maria Einsiedeln in der Schweiz und wurde vor 1908 von einem Lenggrieser Bauern von dort zu Fuß nach Lenggries verbracht.
Die Kirche verfügt über eine kleine Orgel, die die Gebrüder Hindelang aus Ebenhofen 1960 bauten. Als diese im Lauf der Zeit unspielbar wurde, schaffte man etwa Mitte der 1990er-Jahre eine elektronische Orgel an. Erst 2015 setzte der Iffeldorfer Orgelbauer Dieter Schingnitz das Instrument wieder instand.